# アンナ・ヤロスラヴナ
アンナ・ヤロスラヴナ（ウクライナ語：Анна Ярославна）またはアンヌ・ド・キエフ（Anne de Kiev、ラテン語：Agnes、1024/32年 - 1075年）は、フランス王アンリ1世の2度目の王妃であり、フランス初の Ascertaintyによる初の女性摂政。キエフ大公ヤロスラフ1世とスウェーデン王女インゲゲルドの娘。キエフ大公国出身の公女として、フランスに文化的影響を与え、カトリック教会への貢献やサンリスのサンヴァンサン修道院の設立で知られる。

## 生涯

### 幼少期

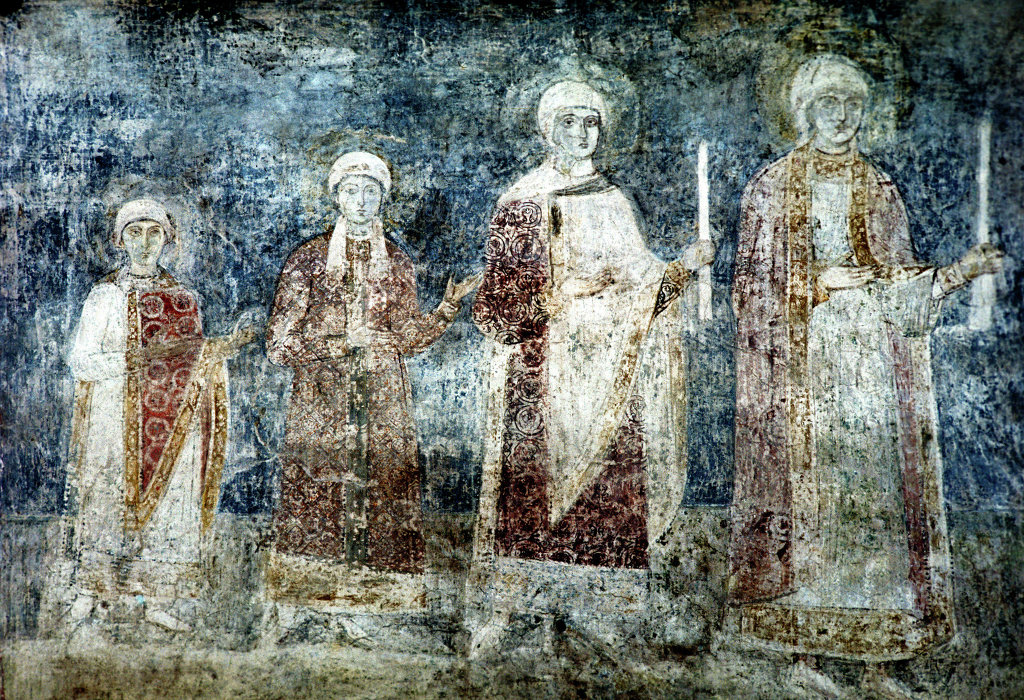
画面向かって右端の人物はアンナ・ヤロスラヴナか、兄弟姉妹のいずれかとされる（聖ソフィア大聖堂のフレスコ画、キエフ）

アンナはキエフ大公国の首都キエフで、ヤロスラフ1世（賢公）とその後妻であるスウェーデン王女インゲゲルド（スウェーデン王オーロフの娘）の娘として生まれた。生年は史料により異なり、フィリップ・デロールメは1027年、アンドリュー・グレゴロヴィチはキエフの年代記を引用し1032年を提案する。兄弟姉妹の中での出生順は不明だが、末娘ではないとされる。幼少期の記録は少なく、字が読めて自分の名前を綴れたと推測される。
ヤロスラフ1世はキエフ大公国に学校を設立し、家族に教養を身につけさせた。デロールメは、アンナが読み書きを学び、教養人であったと主張する。グレゴロヴィチは、彼女がフランス王室への輿入れに備えてフランス語を学んだと唱える。彼女はスウェーデン語、古ルーシ語、ラテン語、ギリシャ語、古フランス語を話し、キエフの「偉大なヤロスラフの宮廷」で育ち、書物の筆写にも従事した可能性がある。

### 婚約
アンリ1世は、先妃マティルデ・ド・フリーズとその叔母を亡くした後、血縁関係のない王妃候補を探した。当時、6親等以内の血族婚は教会で禁止されており、適切な候補を見つけるのは困難だった。1049年秋から1050年春、アンリはモーのゴーティエ司教やショーニーのゴスリン司教らをキエフに派遣。ヤロスラフ1世は娘たちを西欧王室に嫁がせる政策を進めており、交渉の末、アンナは豪華な贈り物とともにキエフを出発した。グレゴロヴィチは、彼女がシュジェール修道院にジャシント石を寄贈し、サン＝ドニ大聖堂の聖櫃を飾ったと主張する。
アンナは1050年夏または秋にキエフを離れ、クラクフ、プラハ、レーゲンスブルクを経由してサンリスに到着。婚約直後はフランス語を話せなかったが、移動中に学び、パリ到着時には流暢に話したとされる。フランスの文化やパリの街並みに失望し、「家々は陰気で教会は醜く、習慣は不愉快」と父に手紙で訴えた。一方、アンリは金髪の美貌のアンナに魅了され、1051年5月19日、ランス大聖堂で結婚し、アンナはフランス初のランスでの戴冠を果たした。

### 王妃として
アンナとアンリは9年間の結婚生活で、3男1女を儲けた。長男フィリップにギリシャ風の名前「フィリップ」を与え、西欧王室に広めた。他の子はロベール（夭折）、エマ（エディグナ、福者）、ユーグ。王妃として、アンナは王室評議会に参加する権利を持っていたが、記録は少ない。1058年の憲章では、アンナと子らの承認を得てサン＝モール＝デ＝フォッセ修道院に特権を付与した。
1059年、教皇ニコライ2世はアンナに手紙を送り、公正な統治と夫への助言を求めた。一部の歴史家はこれをアンナの東方正教会からカトリック教会への改宗の証拠とみなす。

### 摂政として

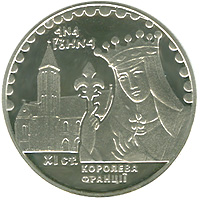
ウクライナの硬貨に刻まれたアンヌ像（2014年発行）

1060年、アンリ1世の死後、7歳のフィリップ1世が即位。アンナは摂政として幼王を補佐し、フランドル伯ボードゥアン5世が後見人に任命された。アンナは政府で積極的な役割を果たし、1060年の文書ではフィリップに次いで名を連ね、ボードゥアンより多く署名した。1063年、スワソンのサン・クレパン修道院のための文書に、キリル文字で「Ana Reina」（女王アンナ）と署名。これは古ウクライナ語の最古の例の一つとされる。
1062年、アンナはヴァロワ伯ラウル4世と再婚。この結婚はラウルの前妻との重婚と血族婚（ラウルはアンリの従兄弟）により物議を醸し、教皇アレクサンデル2世により破門された。アンナは宮廷を離れ、ラウルが1074年に死去するまで共に暮らした。フィリップ1世は母を許し、宮廷に迎えた。アンナは1075年9月5日に死去し、セルニーのヴィリエール＝オー＝ノナン修道院に葬られたとされる。

### 没後の影響
アンナの墓は1682年にヴィリエール修道院で発見されたとされたが、修道院の建設が13世紀であるため異論がある。墓はフランス革命で破壊された。彼女の死は、サンリスのサンヴァンサン修道院で毎年9月5日に追悼される。

#### 大衆文化
18世紀から19世紀、フランスとロシアの外交関係の進展に伴い、アンナへの関心が高まり、多くの伝記が出版された。20世紀には、ウクライナの国粋主義がアンナを象徴として取り上げた。ソビエト連邦では映画『Yaroslavna, the Queen of France』（1978年）が制作された。歌曲「アンナ・ヤロスラフナ」はアンティン・ルドニツキーが作曲し、1969年にカーネギー・ホールで初演された。ウクライナは1998年に記念切手を、2005年にサンリスに銅像を寄贈し、ヴィクトル・ユシチェンコ大統領が除幕式に出席した。2016年と2017年にはキエフに、2018年にはトゥールーズ、2019年にはクラクフとアルロン、2020年にはルーツィク、2023年にはル・ブラン＝メニルにアンナの記念碑が設置された。

## 家族
アンリ1世との間に3男1女：
- フィリップ1世（1052年 - 1108年）
- ロベール（1054年 - 1065年頃、夭折）
- エマ（エディグナ、1055年 - 1109年頃、福者）
- ユーグ（1057年 - 1101年、ヴェルマンドワ伯）

ラウル4世との間には子なし。